# Bun final
În economie un bun final sau un produs finit este considerat acel bun care este de preferință consumat, în loc să fie folosit la producerea unui alt bun. De exemplu, o mașină vândută unui consumator este un bun final; componentele acesteia, cum ar fi roțile vândute fabricantului mașinii nu sunt bunuri finale; acestea sunt bunuri intermediare folosite pentru a realiza bunul final.
Atunci când este folosit în calculul venitului național și al output-ului, termenul bun final se referă doar la bunurile noi. 

De exemplu PIB nu include itemi luați în calcul într-un an precedent pentru a preveni dubla numărare a acestora, deoarece în acest caz producția se bazează pe vânzări ale aceluiași item la mâna a doua sau a treia.
Bunurile de larg consum sunt considerate la fel ca și bunurile finale, singura diferență fiind că acestea sunt destinate special pieței consumului de masă. De exemplu bunurile de larg consum nu cuprind investițiile în obiecte prețioase, cum sunt antichitățile, chiar dacă acestea sunt bunuri finale.